# پل هارتمن (قایقران روئینگ)
پل هارتمن (دانمارکی: Poul Hartmann; ۱ مهٔ ۱۸۷۸ – ۲۹ ژوئن ۱۹۶۹) قایقران روئینگ اهل دانمارک بود.